# Município de Raccoon (condado de Gallia, Ohio)
O município de Raccoon (em inglês: Raccoon Township) é um município localizado no condado de Gallia no estado estadounidense de Ohio. No ano de 2010 tinha uma população de 2.228 habitantes e uma densidade populacional de 22,86 pessoas por km².

## Geografia
O município de Raccoon encontra-se localizado nas coordenadas 38° 53′ 58″ N, 82° 23′ 29″ O. Segundo a Departamento do Censo dos Estados Unidos, o município tem uma superfície total de 97.48 km², da qual 95,99 km² correspondem a terra firme e (1,53 %) 1,49 km² é água.

## Demografia
Segundo o censo de 2010, tinha 2.228 habitantes residindo no município de Raccoon. A densidade populacional era de 22,86 hab./km². Dos 2.228 habitantes, o município de Raccoon estava composto pelo 92,59 % brancos, o 4,17 % eram afroamericanos, o 0,36 % eram amerindios, o 0,63 % eram asiáticos, o 0,4 % eram de outras raças e o 1,84 % eram de uma mistura de raças. Do total da população o 1,03 % eram hispanos ou latinos de qualquer raça.